# Edmund Stauffer
Edmund Stauffer (* 9. August 1924 in Neusorg im Fichtelgebirge; † 24. November 2013 in Kemnath, Oberpfalz) war ein deutscher katholischer Prälat und Domdekan des Regensburger Doms.

## Leben
Edmund Stauffer wurde 1943 zur Wehrmacht eingezogen. Nach Einsatz an der Ostfront geriet er später im Westen in US-amerikanische Kriegsgefangenschaft. Nach seiner Freilassung im September 1945 trat er in das Regensburger Priesterseminar ein und studierte Theologie und Philosophie. Er empfing am 29. Juni 1950 zusammen mit 49 Alumnen im Regensburger Dom die Priesterweihe durch Bischof Michael Buchberger. Er war Kaplan in Schönwald und Kooperator in Marktredwitz, anschließend ab 1952 im Nebenamt, von 1956 bis 1967 hauptamtlicher Religionslehrer am Otto-Hahn-Gymnasium in Marktredwitz und gleichzeitig Jugendseelsorger. Bischof Rudolf Graber verpflichtete ihn als Leiter des Seelsorgeamts im Ordinariat Regensburg.
1971 wurde er erster Schulreferent des Bistums Regensburg mit Zuständigkeit für Schulen, Hochschulen und Universität. 1974 wurde Edmund Stauffer Vorsitzender der Konferenz der Leiter der Schulabteilungen der Diözesen in der gesamten Bundesrepublik. Zudem übernahm er die Leitung der Geschäftsstelle der Lehrbuchkommission der Deutschen Bischofskonferenz, die in Regensburg ansässig wurde.
Stauffer war seit 1972 Domkapitular und Mitglied des Regensburger Domkapitels; von 1991 bis 1995 war er Dekan des Regensburger Domkapitels. Er hatte mehrere Aufsichtsrats- und Stiftungsratsmandate inne, darunter seit 1972 bei der Brauerei Bischofshof / Klosterbrauerei Weltenburg, von 1975 bis 1993 als Aufsichtsratsvorsitzender. Er war Mitglied des Stiftungskuratoriums (Stiftungsrats) der Stiftung der Kirchenmusikschule Regensburg und Mitglied im Kuratorium der Regensburger Domspatzen. Er engagierte sich als Reiseführer im Heiligen Land. Mit seiner Emeritierung 1995 wurde er Kommorant (Hilfspriester) im Kloster Sankt Emmeram; ab 2010 lebte er in seinem Heimatort im oberpfälzischen Kemnath.
1977 wurde Stauffer von Kardinal-Großmeister Maximilien Kardinal de Fürstenberg zum Ritter des Ritterordens vom Heiligen Grab zu Jerusalem ernannt und am 3. Dezember 1977 in München durch Franz Hengsbach, Großprior der deutschen Statthalterei, investiert. Zuletzt war er Komtur des Ordens.

## Auszeichnungen und Ehrungen
- Ritterschlag zum Ritter vom Heiligen Grab durch Kardinal-Großmeister Maximilien Kardinal de Fürstenberg (1977)
- Ernennung zum Päpstlichen Ehrenprälaten durch Papst Paul VI. (1977)[4]
- Bundesverdienstkreuz am Bande (1984)
- Ernennung zum Ehrenbürger seiner Heimatgemeinde Neusorg (1993)[5]
- Ernennung zum Ehrenmitglied der Soldaten und Reservistenkameradschaft Neusorg (SRK Neusorg)[6]

## Schriften
- Mosaiksteine – Ein Beitrag zur 1250 Jahrfeier des Bistums Regensburg, Verlag des Vereins für Regensburger Bistumsgeschichte 1989
- Sprüche Aphorismen Gebete, Ludwig Auer 1983, zusammen mit Johann Michael Sailer
- Der Dom St. Peter Regensburg, Echo-Buchverlag Kehl 1995, ISBN 978-3-927095-25-0
- Der Bischofshof in Regensburg. Die historische Residenz der Regensburger Bischöfe, Schnell + Steiner 1996, ISBN 978-3-7954-1106-0